# Khayyam Mirzazade
Pour les articles homonymes, voir Mirzazade.
Khayyam Hadi oglu Mirzazade (en azéri : Xəyyam Hadı oğlu Mirzəzadə ; Bakou, 5 octobre 1935 – 30 juillet 2018) est un compositeur et professeur soviétique puis azerbaïdjanais,,,.

## Biographie
Khayyam Mirzazade naît le 5 octobre 1935 à Bakou. Il suit des cours de composition auprès de Gara Garayev. En 1957, il est diplômé du Conservatoire d'État de Bakou, il y enseigne dès cette date et dirige la chaire de composition de 1969 à 1983. Khayyam Mirzazade est l'auteur de composition de musique symphonique et de chambre, de musique de scène et d'une cinquantaine de musiques de film et de chansons populaires
Le 7 octobre 2000, il est décoré de l'ordre Shohrat par le président d'Azerbaïdjan.
Il meurt le 30 juillet 2018, des suites d'une longue maladie.

## Honneur et prix
- Travailleur honoré de l'art, de la RSS d'Azerbaïdjan (1972)
- Artiste du peuple de la RSS d'Azerbaïdjan (1987)
- Prix du Komsomol de la RSS d'Azerbaïdjan (1970)
- Prix d'État de l'Azerbaïdjan (1976[10], 1986)
- Ordre Shohrat (2000)[11].

## Compositions
Chœur, soliste et orchestre symphonique :
- Fleur, notre Patrie, cantate (avec E. Mahmudov, paroles de Z. Jabbarzade, 1964)
- Ode à propos de la fête (paroles de B. Vahabzade, 1975)

Orchestre symphonique :
- Symphonie I (1957)
- Symphonie II (Triptyque, 1970)
- Petite suite lyrique (1963)
- Esquisse-63 (1963)
- Dans les champs Mughan, suite (1967)

Orchestre de chambre :
- Musique (1964)
- 3 scènes chorégraphiques (1969)

Instruments à vent :
- Sextuor (1962)

Quatuor à cordes :
- Quatuor I (1956)
- Quatuor II (1961)
- Quatre miniatures (1958)
- Danses de Norashen (1972)

Cuivres :
- Quatuor (1970)

Violon et piano :
- Sonatine (1950)
- Poème et scherzo (1952)

Instrument seul
- Genèse, Sonate pour alto seul (1982)

## Musique de films (sélection)
- 1961 – Notre rue
- 1964 – Sommet (extrait du film-almanach Qui ne nous aime beaucoup)
- 1970 – Mes sept fils
- 1972 – J'ai grandi au bord de la mer
- 1973 – Le Long d'un dangereux marine (court-métrage)
- 1974 – Les Vents soufflent à Bakou
- 1977 – Un coup de poignard dans le dos
- 1978 – Maison de campagne pour une famille
- 1981 – Le jour d'après-demain, à minuit
- 1985 – Le Cottage de la saison
- 1987 – Mains d'Aphrodite (court-métrage)
- 1990 – Sous-sol
- 1993 – Ma ville blanche
- 1993 – Bonjour d'un autre monde
- 1993-2002 – Le Tournage est reporté